# Суперкубок УЄФА 2021
Суперкубок УЄФА 2021 (англ. 2021 UEFA Super Cup) — футбольний матч, що відбувся 11 серпня 2021 року і став 46-м розіграшем Суперкубка УЄФА, між переможцями Ліги чемпіонів і Ліги Європи в сезоні 2020/21. Рішенням Виконавчого комітету УЄФА від 24 вересня 2019 року матч пройшов у столиці Північної Ірландії — Белфасті на стадіоні Віндзор Парк.

## Вибір місця проведення
Заявочна кампанія європейських футбольних асоціацій, які претендують на проведення матчу офіційно розпочнеться у грудні 2018 року. Згідно з порядком заявочного процесу, до 15 лютого 2019 року футбольні асоціації матимуть час офіційно підтвердити свою зацікавленість у проведенні Суперкубка УЄФА 2021, і до 29 березня 2019 року направити в УЄФА заявочні досьє.

### Українська заявка
На початку червня 2018 року президент Федерації футболу України (ФФУ) Андрій Павелко оголосив про створення комітету по роботі над заявкою на проведення матчу за Суперкубок УЄФА 2021 року. У вересні 2018 року очільник українського футболу оголосив, що можливо НСК «Олімпійський» і буде приймати цей матч.
Харківська обласна влада разом з Федерацією футболу України, спираючись на досвід проведення міжнародних матчів у Харкові, оголосили 1 листопада 2018 року про підготовку заявки на проведення матчу за Суперкубок УЄФА у 2021 році на стадіоні ОСК «Металіст».

### Претенденти

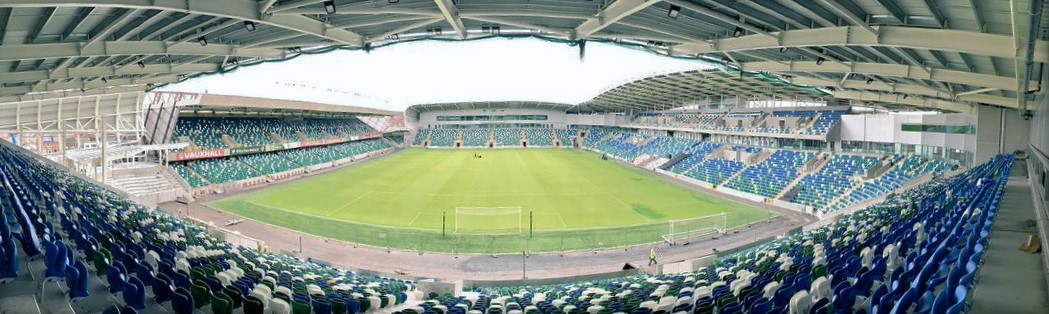
«Віндзор Парк» у Белфасті, на якому пройшов матч.

Станом на початок листопада 2018 року дві країни заявили про свої наміри провести цей захід. Пізніше ще дві країни подали свої заявки.
| Країна            | Стадіон        | Місто     | Місткість |
| ----------------- | -------------- | --------- | --------- |
| Білорусь          | «Динамо»       | Мінськ    | 22 000    |
| Північна Ірландія | «Віндзор Парк» | Белфаст   | 18 434    |
| Україна           | «Металіст»     | Харків    | 40 003    |
| Фінляндія         | «Олімпійський» | Гельсінкі | 36 000    |

24 вересня 2019 року Виконавчий комітет обрав «Віндзор Парк».

## Клуби
| Клуб         | Кваліфікувався як                      | Участей                    |
| ------------ | -------------------------------------- | -------------------------- |
| «Челсі»      | Переможець Ліги чемпіонів УЄФА 2020/21 | 4 (1998, 2012, 2013, 2019) |
| «Вільярреал» | Переможець Ліги Європи УЄФА 2020/21    | Дебют                      |

## Матч

### Арбітри
6 серпня 2021 року УЄФА призначив арбітром матчу росіянина Сергія Карасьова, арбітра ФІФА з 2010 року, який судив матчі на Євро-2016, чемпіонаті світу 2018 року та Євро-2020. Йому допомагали співвітчизники Ігор Демешко та Максим Гаврилін як помічники арбітрів, тоді як Олексій Кульбаков з Білорусі був четвертим суддею. Арбітрами VAR був призначений Марко Фріц з Німеччини, якому допомагали Павел Гіль з Польщі та Массіміліано Ірраті з Італії. Ще один італієць Філіппо Мелі був призначений резервним помічником арбітра.

### Хід матчу
«Челсі» відкрив рахунок на 27-й хвилині, коли подачу з лівого флангу від Кая Гаверца замкнув Хакім Зієш. Зієш був замінений через травму плеча наприкінці першого тайму.  «Вільяреал» зрівняв рахунок на 73-й хвилині, коли Жерар Морено забив ударом правою ногою у лівий верхній кут воріт після відскоку м'яча від Булая Діа. Матч перейшов  у додатковий час, в кінцівці якого воротар «Челсі» Едуар Менді був замінений на Кепу Аррісабалагу. Кепа відбив два післяматчевих пенальті, в тому числі і вирішальний від Рауля Альбіоля, який дозволив «Челсі» виграти з рахунком 6:5 у серії пенальті та здобути трофей.

### Матч
| 11 серпня 2021 21:00 CEST |

| «Челсі»                                                                 | 1–1      | «Вільярреал»                                                   |
| ----------------------------------------------------------------------- | -------- | -------------------------------------------------------------- |
| Зієш 27'                                                                | Протокол | Морено 73'                                                     |
|                                                                         | Пенальті |                                                                |
| - Гаверц - Аспілікуета - Алонсо - Маунт - Жоржиньйо - Пулишич - Рюдігер | 6–5      | - Морено - Манді - Еступіньян - Гомес - Раба - Фойт - Альбіоль |

| Віндзор Парк, Белфаст Глядачів: 10,435 Арбітр: Сергій Карасьов (Росія) |

| «Челсі» | «Вільярреал» |

| ВР               | 16           | Едуар Менді        |       | 119' |
| ЗХ               | 15           | Курт Зума          |       | 66'  |
| ЗХ               | 14           | Трево Чалоба       |       |      |
| ЗХ               | 2            | Антоніо Рюдігер    | 44'   |      |
| ПЗ               | 20           | Каллум Гадсон-Одой |       | 82'  |
| ПЗ               | 7            | Н'Голо Канте (c)   |       | 65'  |
| ПЗ               | 17           | Матео Ковачич      |       |      |
| ПЗ               | 3            | Маркос Алонсо      |       |      |
| ПЗ               | 22           | Хакім Зієш         |       | 43'  |
| ПЗ               | 29           | Кай Гаверц         |       |      |
| НП               | 11           | Тімо Вернер        |       | 65'  |
| Запасні гравці:  |              |                    |       |      |
| ВР               | 1            | Кепа Аррісабалага  | PSO'  | 119' |
| ЗХ               | 4            | Андреас Крістенсен |       | 66'  |
| ЗХ               | 6            | Тіагу Сілва        |       |      |
| ЗХ               | 21           | Бен Чілвел         |       |      |
| ЗХ               | 24           | Ріс Джеймс         |       |      |
| ЗХ               | 28           | Сесар Аспілікуета  |       | 82'  |
| ЗХ               | 33           | Емерсон Палміері   |       |      |
| ПЗ               | 5            | Жоржиньйо          |       | 65'  |
| ПЗ               | 10           | Крістіан Пулишич   |       | 43'  |
| ПЗ               | 19           | Мейсон Маунт       |       | 65'  |
| НП               | 9            | Теммі Абрагам      |       |      |
| НП               | 12           | Рубен Лофтус-Чік   |       |      |
| Головний тренер: |              |                    |       |      |
| Томас Тухель     | Томас Тухель | Томас Тухель       | 45+1' |      |

| ВР               | 1  | Серхіо Асенхо      |      |     |
| ЗХ               | 8  | Хуан Фойт          |      |     |
| ЗХ               | 3  | Рауль Альбіоль (к) |      |     |
| ЗХ               | 4  | Пау Торрес         |      |     |
| ЗХ               | 24 | Альфонсо Педраса   |      | 58' |
| ПЗ               | 14 | Ману Трігерос      |      | 70' |
| ПЗ               | 25 | Етьєн Капу         |      | 70' |
| ПЗ               | 18 | Альберто Морено    |      | 85' |
| НП               | 21 | Єремі Піно         | 61'  | 91' |
| НП               | 7  | Жерар Морено       |      |     |
| НП               | 16 | Булай Діа          |      | 85' |
| Запасні гравці:  |    |                    |      |     |
| ВР               | 13 | Херонімо Рульї     |      |     |
| ЗХ               | 2  | Маріо Гаспар       |      | 70' |
| ЗХ               | 12 | Первіс Еступіньян  |      | 58' |
| ЗХ               | 15 | Хорхе Куенка       |      |     |
| ЗХ               | 20 | Рубен Пенья        |      |     |
| ЗХ               | 22 | Аїсса Манді        |      | 91' |
| ПЗ               | 6  | Мануель Морланес   |      | 85' |
| ПЗ               | 10 | Вісенте Іборра     |      |     |
| ПЗ               | 17 | Дані Раба          | 119' | 85' |
| ПЗ               | 23 | Мої Гомес          |      | 70' |
| НП               | 9  | Франсіско Алькасер |      |     |
| НП               | 34 | Фернандо Ніньйо    |      |     |
| Головний тренер: |    |                    |      |     |
| Унаї Емері       |    |                    |      |     |

| Гравець матчу: Жерар Морено («Вільярреал») Суддівська бригада: - Помічники судді: Ігор Демешко (Росія) Максим Гаврилін (Росія) - Четвертий суддя: Олексій Кульбаков (Білорусь) - Додаткові помічники судді: Філіппо Мелі (Італія) Відеоасистент арбітра: Марко Фріц (Німеччина) - Резервний помічник судді: Павел Гіль (Польща) Массіміліано Ірраті (Італія) | Регламент матчу: - 90 хвилин основного часу. - 30 хвилин овертайм у разі необхідності. - Післяматчеві пенальті у разі необхідності. - Сім запасних з кожної сторони. - Максимальна кількість замін — по три з кожної сторони, а також по одній додатковій у випадку проведення овертаймів. |

### Статистика
|                  | «Челсі» | «Вільярреал» |
| ---------------- | ------- | ------------ |
| Голів            | 1       | 0            |
| Ударів           | 6       | 5            |
| Ударів в площину | 3       | 1            |
| Сейвів           | 1       | 2            |
| Володіння м'ячем | 61%     | 39%          |
| Кутових ударів   | 4       | 2            |
| Порушень правил  | 5       | 6            |
| Офсайдів         | 0       | 0            |
| Жовтих карток    | 1       | 0            |
| Червоних карток  | 0       | 0            |

|                  | «Челсі» | «Вільярреал» |
| ---------------- | ------- | ------------ |
| Голів            | 0       | 1            |
| Ударів           | 8       | 5            |
| Ударів в площину | 3       | 3            |
| Сейвів           | 2       | 3            |
| Володіння м'ячем | 50%     | 50%          |
| Кутових ударів   | 2       | 3            |
| Порушень правил  | 3       | 4            |
| Офсайдів         | 2       | 1            |
| Жовтих карток    | 0       | 1            |
| Червоних карток  | 0       | 0            |

|                  | «Челсі» | «Вільярреал» |
| ---------------- | ------- | ------------ |
| Голів            | 0       | 0            |
| Ударів           | 7       | 1            |
| Ударів в площину | 1       | 0            |
| Сейвів           | 0       | 1            |
| Володіння м'ячем | 59%     | 41%          |
| Кутових ударів   | 3       | 0            |
| Порушень правил  | 2       | 5            |
| Офсайдів         | 2       | 1            |
| Жовтих карток    | 1       | 1            |
| Червоних карток  | 0       | 0            |

|                  | «Челсі» | «Вільярреал» |
| ---------------- | ------- | ------------ |
| Голів            | 1       | 1            |
| Ударів           | 21      | 11           |
| Ударів в площину | 7       | 4            |
| Сейвів           | 3       | 6            |
| Володіння м'ячем | 56%     | 44%          |
| Кутових ударів   | 9       | 5            |
| Порушень правил  | 10      | 15           |
| Офсайдів         | 4       | 2            |
| Жовтих карток    | 2       | 2            |
| Червоних карток  | 0       | 0            |